# Waitman T. Willey

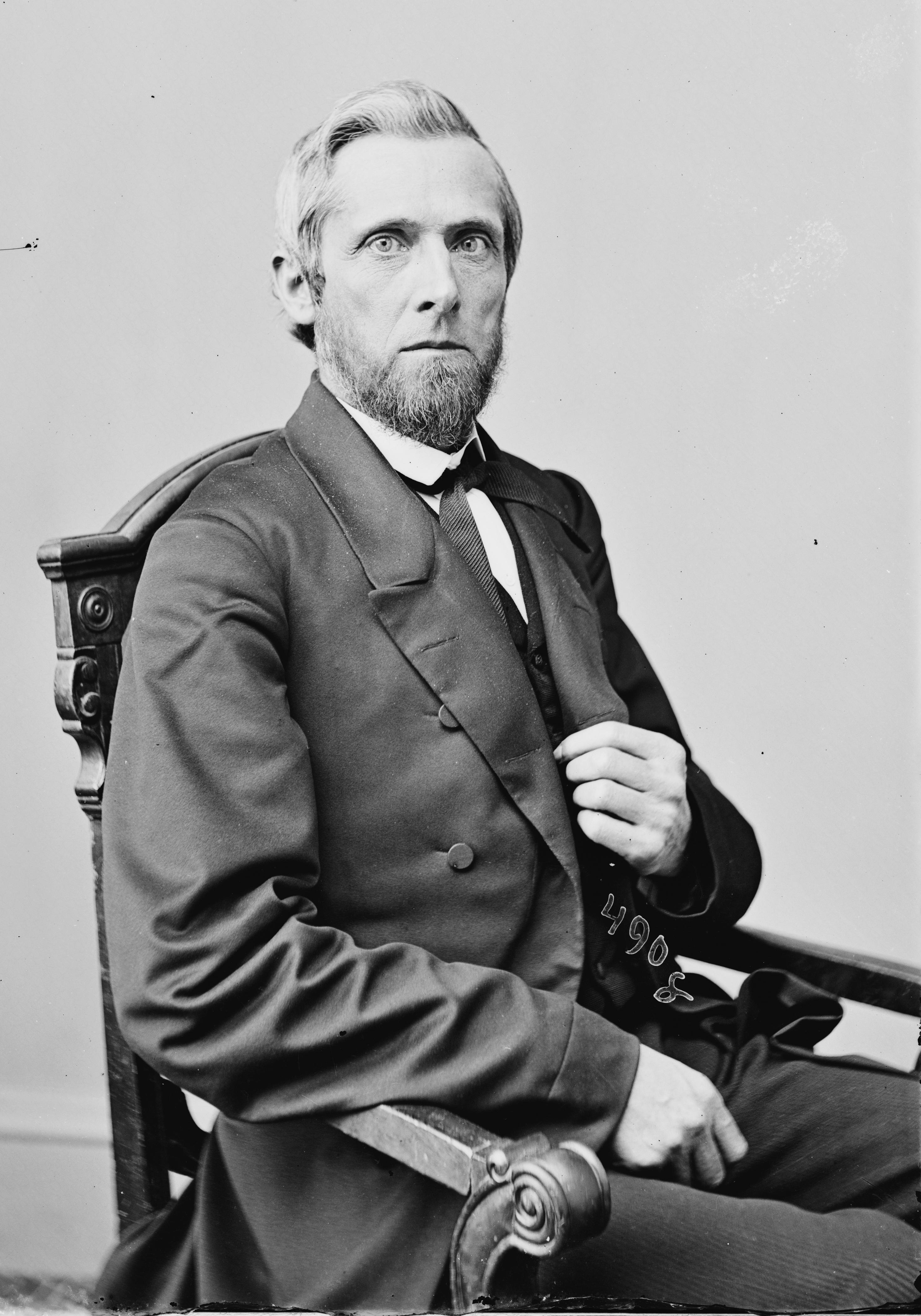
Waitman T. Willey

Waitman Thomas Willey (* 18. Oktober 1811 im Monongalia County, Virginia; † 2. Mai 1900 in Morgantown, West Virginia) war ein US-amerikanischer Politiker (Republikanische Partei), der für die Bundesstaaten Virginia und West Virginia dem US-Senat angehörte.

## Leben
Der im heutigen West Virginia geborene Waitman T. Willey machte 1831 seinen College-Abschluss in Madison (Pennsylvania). Danach studierte er die Rechtswissenschaften, wurde 1833 in die Anwaltskammer aufgenommen und begann als Jurist in Morgantown zu praktizieren. 1841 wurde er zum Sekretär des Bezirksgerichts im Monongalia County berufen; später arbeitete er in gleicher Position am obersten Kreisgericht. Beide Ämter übte er bis 1852 aus. In den Jahren 1850 und 1851 war er Delegierter beim Verfassungskonvent von Virginia.
Nach Ausbruch des Bürgerkrieges wurde Willey als Nachfolger des zurückgetretenen James Murray Mason zum Senator für Virginia gewählt, was er vom 9. Juli 1861 bis zum 3. März 1863 blieb. 1863 nahm er an der verfassunggebenden Versammlung des neuen Bundesstaates West Virginia teil, für den er im selben Jahr in den US-Senat einzog. Nach einer Wiederwahl im Jahr 1865 gehörte er der Kammer bis zum 3. März 1871 an. In dieser Zeit war er Vorsitzender mehrerer Senatsausschüsse.
Nachdem er zwischen 1882 und 1896 wieder das Amt des Gerichtssekretärs im Monongalia County ausgeübt hatte, zog sich Waitman Willey ins Privatleben zurück und starb im Jahr 1900 in Morgantown.